# Mapudungun
Mapudungun (lit. ‘llengua de la terra’), també anomenada mapudungu, maputxe o araucà, és la llengua dels maputxes, un poble indígena de Xile i l'Argentina. S'estima que té uns 40.000 parlants a l'Argentina i uns 400.000 a Xile. La seva classificació ha estat motiu de controvèrsia, ja que mentre alguns l'han classificat amb les llengües penutianes d'Amèrica del Nord, d'altres la classifiquen en la família Andina o com una llengua aïllada que formaria la família araucana. El seu lèxic mostra influències del quítxua i del castellà.

## Gramàtica
Es considera que el mapudungun és una llengua polisintètica, que el verb conté incorporats molts elements de l'oració. L'ordre és lliure, però sol fer-se servir Subjecte-Verb-Objecte o Subjecte-Objecte-Verb; no obstant això, la seva capacitat de síntesi possibilita l'existència d'oracions formades per una sola paraula composta per una arrel verbal a la qual se li afegeixen molts sufixs.
No posseeix verbs defectius ni irregulars, però usa molt el participi. De cada verb es pot modificar de moltes maneres, afegint-hi partícules de diferents índoles, com a dewman (fer), dewmapan (fer aquí) o bé 'küchan (rentar)+ kug (mà)= küchakuglafuymu (vosaltres dos no es rentaven les mans).
Existeixen tres nombres gramaticals: singular, dual i plural, per tant, hi ha nou pronoms personals. Una característica del mapudungun és l'ús de "relacionadors" per a indicar l'agent i el pacient d'una acció. Per exemple, el sufix '-fiñ significa "jo a ell", que en català s'indica amb els clítics "li, la, ho".
S'especula que l'ús dels demostratius feychi, chi o ti (el, la, els, les) i el numeral kiñe (un, una, uns, unes) per a complir la funció d'articles es deu a una interferència de l'espanyol. S'adverteix una tendència creixent a realitzar construccions paraula a paraula en lloc de la incorporació tradicional (abans menjar pa es deia kofketun, i ara in kofke), però encara es fa servir força l'aglutinació, com a rüngkükonfemtuaymi "immediatament saltaràs cap endins, de tornada al lloc d'origen" o bé kutranforo (mal de dents), format per kutran (malalt) i foro (dents). Molts parlants estan castellanitzats i parlen el champurria (xapurriat) o champú, una parla mixta.

## Vocabulari
El mapudungun ha traspassat a l'espanyol molts noms de plantes i animals propis de la zona que habitaven originalment els maputxes. Algunes paraules d'altres àmbits s'han incorporat a l'espanyol xilè i moltes a l'espanyol de Chiloé, que per uns dos-cents anys va ser una terra bilingüe.
Per la seva banda, el mapundungun té molts préstecs lingüístics del quítxua i de l'espanyol. Del primer va prendre termes com challwa (peix), miski (mel), o warangka (mil). De l'espanyol va adoptar molts termes relacionats amb l'agricultura i la ramaderia com 'kawellu (cavall), mansun (bou), mamakuana (damajuana), soron (zurrón), chilla (sella), llasu (llaç), o longkonissa (llonganissa).

## Dialectes
A l'arribada dels espanyols, el mapudungun era la llengua dels picuntxes, maputxes, huillitxes i cuncos; i es parlava amb poques diferències al llarg d'uns 1800 km a la Depressió Intermèdia de Xile, entre el ric Aconcagua i l'arxipèlag de Chiloé. Durant el segle xviii, els pehuentxes de la Serralada dels Andes i diverses parcialitats dels tehueltxes de les pampes argentines van adoptar la llengua i la manera de vida dels maputxes. El dialecte picuntxe va desaparèixer amb la culturització d'aquest poble, els pehuentxes de l'Alt Biobío parlen una forma de mapudungun amb sons lleugerament diferents, com v en comptes de f i certes construccions gramaticals que usen poden sonar brusques per als parlants d'altres varietats. El huillitxe o chesungun de la província d'Osorno està molt influït per l'espanyol i corre el risc de desaparèixer. Hi ha qui ho considera una llengua separada. Els dialectes de l'Argentina, com el dels ranquels, posseeixen alguns fonemes diferents i mantenen lèxic de les llengües de substrat.

## Situació lingüística
Els primers treballs que es van fer sobre bilingüisme a Temuco mostraren que el 7% dels infants eren monolingües castellans, el 22% monolingües mapudungun i el 56% bilingües. El 15% parlaven una mena de crioll barrejat. El 1988 es va fer una enquesta similar entre les nenes de Cholchol (Cautín), i el 24% eren bilingües que parlaven i entenien ambdós idiomes, el 22% eren bilingües mapudungun i el 54% monolingües castellans.
La llei 19.253 de 27 d'octubre del 1993 reconeix els indígenes de Xile, entre ells els maputxes, com a habitants originaris del territori xilè i amb dret a possessió de la terra, però parla molt poc de drets lingüístics, tot i que l'article 7 en reconeix el dret a l'educació, sense especificar a quin nivell. Hi ha el greu problema de la manca de material adequat i de professorat preparat. En el pla cultural destaquen les Actas de Lengua y Literatura Mapuche, amb seu a Temuco i dirigides per Hugo Carrasco, per tal de promoure el mapudungun i la literatura popular araucana.
Pel que fa a l'Argentina, des del 1993 s'ha reconegut per llei el dret a educació de les llengües autòctones argentines, però només preveu l'alfabetització en aquestes llengües de cara a una millor assimilació a l'espanyol, i també té els mateixos problemes de penúria de professorat i material.

## Escriptura
Des del principi de la Conquesta de Xile, els sacerdots van buscar formes d'aprendre la llengua dels indígenes i d'idear una escriptura que els permetés difondre la seva religió. Els primers intents, empresos per Luis de Valdivia, Andrés Febrés i Bernardo Havestadt no coincidien en quins eren els sons de la llengua ni en la manera de representar-los.
Els estudis moderns van començar a finals del segle xix i principis del XX, amb la publicació de les obres de Rodolfo Lenz i del sacerdot Félix José de Augusta. Cadascun va proposar un sistema d'escriptura amb petites diferències, que han estat la base per a la majoria dels que estan en ús, creats a finals del segle xx.
Existeixen tres alfabets principals: l'Alfabet Unificat, creat per lingüistes; el "Grafemario Raguileo", creat pel poeta i escriptor Anselmo Raguileo; i el "Grafemario Azümchefe", creat per la Corporació Nacional de Desenvolupament Indígena. L'Azümchefe és una combinació de l'Alfabet Unificat amb el "Grafemario Raguileo".

## Obres escrites en mapudungun
L'obra Memòries d'un cacic maputxe va ser dictada al sacerdot Ernesto Wilhelm de Moesbach a finals de la dècada de 1920 per Pascual Coña, un ancià d'uns vuitanta anys. Conté els records de Coña des que tenia uns tres anys fins al moment en què la seva mort s'acostava. Es considera un document molt rellevant des del punt de vista antropològic i lingüístic, car explica exhaustivament la vida i costums dels maputxes en la seva pròpia llengua. Les generacions posteriors d'escriptors maputxes prenen formes del discurs de Coña, que veuen com "un clàssic".
Els altres escrits són en la seva majoria poemes en versió bilingüe, com les obres d'Anselmo Raguileo, José Santos Lincomán, Leonel Lienlaf i Elicura Chihuailaf.